# Pseudopterogorgia formosa
Pseudopterogorgia formosa is een zachte koraalsoort uit de familie Gorgoniidae. De koraalsoort komt uit het geslacht Pseudopterogorgia. Pseudopterogorgia formosa werd in 1910 voor het eerst wetenschappelijk beschreven door Nutting. 